# Austen Henry Layard

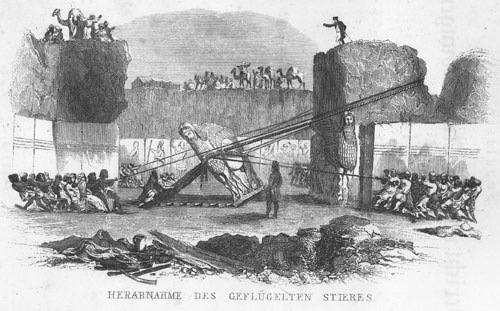
Grafika z niemieckiego wydania A Popular Account of Discoveries at Nineveh Layarda.

Austen Henry Layard (ur. 5 marca 1817 w Paryżu, zm. 5 lipca 1894 w Londynie) – angielski dyplomata, archeolog i podróżnik. Prowadził prace wykopaliskowe na Bliskim Wschodzie, głównie w Mezopotamii. Między innymi odkrył miasta: Nimrud (Kalchu) i Niniwę. W starożytnym Kalchu odsłonił olbrzymie posągi skrzydlatych byków strzegących wejścia sali tronowej pałacu króla Aszurnasirpala II. Ściany sali pokryte były płaskorzeźbami, przedstawiającymi militarne i myśliwskie osiągnięcia króla. Layard przewiózł te znaleziska do Londynu, które stanowią aktualnie trzon kolekcji asyryjskiej British Museum. Posiadał tytuł rycerski. W 1839 jako pierwszy opisał jaskinię krasową Lipska pećina w Czarnogórze. W 1891 otrzymał Pour le Mérite za Naukę i Sztukę.
Był też rysownikiem.
Córką kuzyna Austena była Nina Frances Layard, również archeolog.